# Szabó Márton (egyetemi tanár)
Szabó Márton (Novaj, 1942. október 27. –) filozófus, politika- és társadalomtudós, a Miskolci Egyetem professzor emeritusza (nyugalmazott professzor). Az ELKH TK Politikatudományi Intézet kutató professzor emeritusza, az Eötvös Loránd Tudományegyetem óraadó professzora.

## Életpályája és oktatási tevékenysége
Szabó Márton 1942. október 27-én született az Eger melletti Novaj községben. Szülei (Szabó Márton és Bóta Julianna) gazdálkodó parasztemberek voltak, s Szabó középiskolás korában is a szülőfalujában élt, családjával együtt gazdálkodott, egyben naponta járt be az egri Dobó István Gimnáziumba. 1962-ben kezdte meg tanulmányait az ELTE Bölcsészettudományi Karán népművelés, magyar nyelv- és irodalom szakon, s diplomáját 1967-ben szerezte meg. 1969 és 1971 között ugyanitt posztgraduális képzés keretében elvégezte a filozófia szakot, s 1973-ban filozófiatörténetből dr. univ. címet szerzett „Tudomány-módszertani problémák Marx Grudrisse der Kritik der politischen Ökonomie című munkájában” című dolgozatával. 1976 és 1979 között az MTA mellett működő Tudományos Minősítő Bizottság ösztöndíjas aspiránsa volt, s ennek keretében 1978-ban félévet a berlini Humboldt Egyetemen töltött kutatási ösztöndíjjal. 1982-ben védte meg mentalitás- és értelmezéstörténeti témájú kandidátusi (ma: PhD) disszertációját „Munka és morál: A munkához való erkölcsi viszonyfunkciójának történeti változása” címmel filozófiai tudományok tárgykörben. 1999-ben az ELTE Állam- és Jogtudományi Karán politikatudományból habilitált, s a köztársasági elnök 2000-ben egyetemi tanárrá (professzorrá) nevezte ki. 2020-ban megszerezte az MTA doktora címet a "Diszkurzív politikatudomány" című disszertációjával.
Első munkahelye 1961-ben az egerszóláti községi tanácson volt, ahol egy évig titkárként dolgozott. Diplomaszerzés után 1967-ben a Szabolcs-Szatmár megyei Fehérgyarmaton vállalat munkát: két évig a Járási Művelődési Központ igazgatója, két évig a Járási Hivatal művelődésügyi előadója volt. Egyetemi és kutatói pályája 1971-ben kezdődött, amikor is kinevezték a nyíregyházi Bessenyei György Tanárképző Főiskolán tanársegédnek, ahol 12 évig dolgozott, utóbb docensi beosztásban s egyben vezette a filozófiai szakcsoportot. 1983-ban családjával együtt Budapestre költözött; először a Munkaügyi Kutatóintézet tudományos munkatársa és osztályvezetője lett, majd 1998-ban a Társadalomtudományi Intézet (átszervezés után: Politikai Tudományok Intézete) kutatója és a Politikaelméleti Osztály vezetője volt, utóbb tudományos tanácsadói beosztásban, egészen a 2007-es nyugdíjazásáig. 2008-tól a 2012 évi emeritálásáig a Miskolci Egyetem főállású professzora volt a Politikatudományi Tanszéken, ahol alapítója és szakfelelőse volt a politikatudományi mester tagozatnak.
Több egyetemen tanított másodállásban, illetve óraadóként. 1984/1985-ben az ELTE Tanárképző Karán, 1993 és 1998 között a Miskolci Egyetem Bölcsészettudományi Karán, 1998 és 2008 között az ELTE ÁJK Politikatudományi Intézetében, 2009 és 2013 között a kolozsvári Babeş Bolyai Tudományegyetem Politika- Közigazgatási és Kommunikációtudományi Karán, a Budapesti Corvinus Egyetem Társadalomtudományi Karán, az ELTE Társadalomtudományi Karán. Négy szakkollégiumban vezetett egy-egy féléves kurzust: 2001-ben a BCE Társadalomelméletei Kollégiumában, 2007-ben az ELTE Bibó István Szakkollégiumban, 2011-ben a BCE Rajk László Szakkollégiumban. 2014-ben az ELTE Angelusz Róbert Társadalomtudományi Szakkollégiumában.
A 2014/2015 tanévben három egyetemen óraadó professzorként dolgozik. A NKE Közigazgatás-tudományi Karán 2012-től, az ELTE ÁJK Politikatudományi Intézetében 2011 óta tanít alap és mester tagozaton, továbbá már 2001 óta a Doktori Iskolában. 2011 óta tanít az ELTE TáTK Interdiszciplináris Társadalomkutatások Doktori Iskolájában is, és a BCE TTK Társadalmi Kommunikáció Doktori Iskolában pedig 2012 óta oktat. Mindhárom doktori iskolában több doktorandusz témavezetője.
Pályája kezdetén filozófiát, etikát és szociológiát tanított. 1990 után viszont sorra jelentette meg azokat a könyveit és dolgozta ki ezekhez kapcsolódva azokat az alternatív szemléletű politikatudományi és társadalomtudományi tárgyakat, amelyeket a formálódó egyetemi képzés befogadott, és beépített a képzésbe. Ezek a tantárgyak a következők: politikai szemantika, politikai tudáselméletek, a diszkurzív politikatudomány alapjai, bevezetés a diszkurzív politikatudományba és elemzésbe, irányzatok és iskolák a diszkurzív politikatudományban, politikai episztemológia, a politikai diszkurzív szereplői, a közügy politikaelmélete, a közélet kommunikatív résztvevői.
Szabó 2005-ben az MTA Politikatudományi Intézetében létrehozta a Politikai Diskurzuskutató Központot (későbbi nevén Politikai Diskurzuselméleti Kutatócsoportot), amit 2012-ig vezetett. Ennek keretében, illetve előzményeként 2002-től szervezi és vezeti a Diszkurzív Műhelyt, ami önkéntesen és grátis működő egyetemközi tudósképzőhely több tudományterületről doktoranduszok, fiatal kutatók és diákok részvételével, általában két hetente tartott foglalkozásokkal. 2014. január 1-től az MTA TK Politikatudományi Intézet külső kutatója, 2021-től az ELKH TK Politikatudományi Intézet kutató professzor emeritusza.

## Tudományos munkássága
Szabó Márton tudományos pályája elején filozófiatörténeti, etikai és ideológia kérdések tanulmányozásával foglalkozott. Ebben tárgykörben jelentek meg tanulmányai és könyvei, illetve ezekből a tárgyakból írta meg a disszertációit és szerezte meg tudományos címeit.
A rendszerváltozás után az érdeklődése a politikatudomány felé fordult, viszont nem a főáramlatnak számító irányzatok érdekelték, hanem az akkortájt kibontakozó interpretatív vagy diszkurzív szemléletű politikatudomány, ami a politika alternatív tudományos szemlélete. Ma őt tartják az interpretatív szemléletű diszkurzív politikatudomány hazai megteremtőjének és legjelentősebb képviselőjének, amelynek az a legfőbb sajátossága, hogy a társadalmat és a politikát nem objektív rendszernek, vagy bonyolult organizmusnak írja le, amelyben az emberek a valóság kiszolgáltatott résztvevői vagy passzív megismerői csupán, hanem aktív ágensei. Ezért is felfogásában a (politikai) valóság egyszerre objektív és szubjektív, adottság és értelmezés. Írásait az jellemzi, hogy megkísérni a politikai valóság ezen új szemléletét következetesen és átfogóan kimunkálni; a résztvevők, a tevékenységek, a megismerések, az intézmények, a célok és eredmények vonatkozásában egyaránt, s ezenközben újraértelmezi a politikatudomány hagyományos témát is.
Szabó munkássága egyrészt jellegzetesen közép- vagy kelet-európai gyökerű. Azokat a tapasztalatokat formálja tudományosan rendszerezett elméleti nézetté, amelyeket Európa ezen részének állampolgárai tömegesen éltek át a 20. században. (például a diktatúrák működése, a társadalmi elmaradottság, a mindennapi élet bizonytalansága, a sűrű rendszerváltozások, és mások) Másrészt nyitott a jövő felé, mert az értelmező attitűd középpontba állítása lehetővé teszi, hogy a társadalmi-politikai valóság sokszor váratlan új jelenségei is értelmezhetők, sőt kezelhetők legyenek az általa favorizált a nézőpontból.
Szabó egyben jelentős iskolateremtő tudós is. Tanítványai (például Szűcs Zoltán Gábor, Pál Gábor, Horváth Szilvia, Gyulai Attila, Pap Milán, Illés Gábor és mások) az általa képviselt tudományos szemlélet elkötelezett hívei, s egyben továbbfejlesztői.

## Könyvei
- Munka és morál: A munkához való erkölcsi viszony funkciójának és értelmezésének történelmi változása. Budapest, Kiadja a Művelődési Minisztérium, 1981
- Erkölcs – eszmény és valóság (szerk.). Budapest, Kossuth Könyvkiadó, 1985
- Vélemények – ellenvélemények erkölcsi kérdésekről (szerk.). Budapest, Kossuth Könyvkiadó, 1987
- Tükör által homályosan: Tanulmányok az ideológiáról (társszerk.) Budapest: MTA Társadalomtudományi Intézet Kiadása, 1990
- Szövegvalóság: Írások a szimbolikus és diszkurzív politikáról. (szerk.) Budapest: Scientia Humana, 1997
- Politikai tudáselméletek: Szemantikai, szimbolikus, retorikai és kommunikatív-diszkurzív értelmezések a politikáról. Budapest: Universitas-Nemzeti Tankönyvkiadó, 1998
- Diszkurzív térben: Tanulmányok a politika nyelvéről és a politikai tudásról. Budapest: Scientia Humana, 1998
- Az ellenség neve. (szerk.) Budapest: Jószöveg Műhely Kiadó, 1998
- Beszélő politika: A diszkurzív politika teoretikus környezete. (szerk.) Budapest: Jószöveg Műhely Kiadó, 2000
- Szövegváltozatok a politikára: Nyelv, szimbólum, retorika, diskurzus. (társszerk.) Budapest: Universitas-Nemzeti Tankönyvkiadó Rt., 2000
- A diszkurzív politikatudomány alapjai: Elméletek és elemzések. Budapest: L'Harmattan, 2003. E-book is: http://www.hik.hu/tankonyvtar/site/books/b170/index.html Archiválva 2008. október 22-i dátummal a Wayback Machine-ben
- Fideszvalóság: Diszkurzív politikatudományi értelmezések (szerk.). Budapest, L’Harmattan Kiadó, 2006
- Politikai idegen. A politika diszkurzív szereplőinek elméleti értelmezése. Budapest: L'Harmattan Kiadó, 2006
- Politikai episztemológia. Budapest: L’Harmattan Kiadó, 2011
- A közügy politikaelmélete. Budapest: Nemzeti Közszolgálati és Tankönyvkiadó, 2014
- Kötőjelek: Írások tudományról, politikáról, közéletről. Budapest: L’Harmattan Kiadó, 2014
- Diszkurzív politikatudomány: Bevezetés a politika interpretatív szemléletébe és kutatásába. Budapest: Osiris Kiadó, 2016
- Társadalompolétika. A retorika, a nyelvészet és az irodalomelmélet társadalomtudományi státusza. I-II-III. kötet. Budapest: Ludovika Egyetemi Kiadó, 2022

## Szakmai-közéleti tevékenysége
- A Művelődési Minisztérium Filozófiai Oktatási Bizottságának tagja: 1981–1986
- Magyar Filozófiai Társaság Etikai és Társadalomelméleti Szakosztályának titkára 1989–1999
- Társszerkesztője a Társadalomtudományi Közlemények című folyóiratnak: 1990–1991
- Alapítója és társszerkesztője a Politikatudományi Szemle című folyóiratnak: 1992–1994
- A Politikatudományi Szemle Szerkesztő Bizottságának tagja (1995-2013), elnöke: 2014-től
- Az OTKA Társadalomtudományi Kollégiumának tagja: 2002–2004
- Az MTA Politikatudományi Bizottságának választott tagja: 1999-től
- A Médiakutató című médiaelméleti folyóirat Szerkesztő Bizottságának tagja: 2003-tól
- Társszerkesztője a [posztmodern politológiák] című könyvsorozatnak, L’Harmattan, 2003-tól
- Az OTKA Jogtudományi és Politikatudományi Zsűrijének tagja: 2005-2008
- A Redescriptions című finnországi folyóirat Editorial Boardjának a tagja: 2006-tól
- Szakmai igazgatója és szervezője a Magyar Politikatudományi Társaság 2006, 2007, 2008, 2009 évi vándorgyűléseinek
- A Miskolci Egyetem BTK Kari Tanács tagja: 2008-2012
- A Magyar Politikatudományi Társaság Elnökségi tagja: 2004-2015 (négy választási ciklus során)
- A Miskolci Egyetem Politikatudományi Intézetében kiadott Műhelytanulmányok sorozat szerkesztője: 2008–2012.
- A Studia Politica című angol nyelvű romániai folyóirat Editorial Boardjának tagja: 2009-től

## Kitüntetések, szakmai elismerések
- Miniszteri dicséret, 1975. Adományozó a művelődési miniszter.
- Pro Scientia tanári díj, 1995. Adományozó az MTA elnöke, az oktatási miniszter és az OTDK elnöke.
- Széchenyi Professzori Ösztöndíj, 2000 – 2003. Adományozó az Oktatási Minisztérium.
- Bibó István díj, 2006. Adományozó a Magyar Politikatudományi Társaság Elnöksége és a Bibó István Demokráciáért Alapítvány Kuratóriuma
- Kolnai Aurél díj, 2012. Adományozó a Magyar Politikatudományi Társaság Elnöksége